# بوتش بوكر
بوتش بوكر (بالإنجليزية: Butch Booker)‏ مواليد 20 يوليو 1945، هو لاعب كرة سلة أمريكي سابق. بدأ مسيرته الاحترافية في سنة 1969. تم اختياره من قبل فريق سياتل سوبرسونيكس خلال الدرافت. حمل الرقم 41. يبلغ طوله 6 قدم 10 بوصة (2.1 م). اعتزل اللعب في 1970.

## روابط خارجية
- بوتش بوكر على موقع سبورتس رفرنس (الإنجليزية)
- بوتش بوكر على موقع ريلجم (الإنجليزية)
- بوتش بوكر على موقع بروبوليرز (الإنجليزية)